# Alcolea de Cinca (kommunhuvudort)
Alcolea de Cinca är en kommunhuvudort i Spanien.   Den ligger i provinsen Provincia de Huesca och regionen Aragonien, i den nordöstra delen av landet, 300 km öster om huvudstaden Madrid. Alcolea de Cinca ligger 192 meter över havet och antalet invånare är 1 254.
Terrängen runt Alcolea de Cinca är platt. Runt Alcolea de Cinca är det glesbefolkat, med 8 invånare per kvadratkilometer. Närmaste större samhälle är Zaidín, 17,7 km sydost om Alcolea de Cinca. Trakten runt Alcolea de Cinca består till största delen av jordbruksmark.